# Jan Domela
Jan Marinus Domela, all'anagrafe Johan Domela Nieuwenhuis (L'Aia, 22 agosto 1894 – Santa Monica, 1º agosto 1973) è stato un artista olandese naturalizzato statunitense.

## Biografia
Cominciò ad interessarsi al mondo dell'arte durante l'adolescenza, trascorsa in un collegio in Svizzera. Durante una visita alla sorella in California studiò al San Francisco Art Institute. Tornato in Olanda nel 1925, proseguì con gli studi alla Rijksakademie di Amsterdam e poi all'Académie Julian di Parigi. Nel 1928 tornò in California e fu assunto dai Paramount Studios, diventandone il principale artista nel dipartimento degli effetti speciali fino al 1968. In questa veste disegnò i fondali di oltre una trentina di film, vincendo un Oscar onorario nel 1939 per Il falco del nord.